# Hełm turniejowy

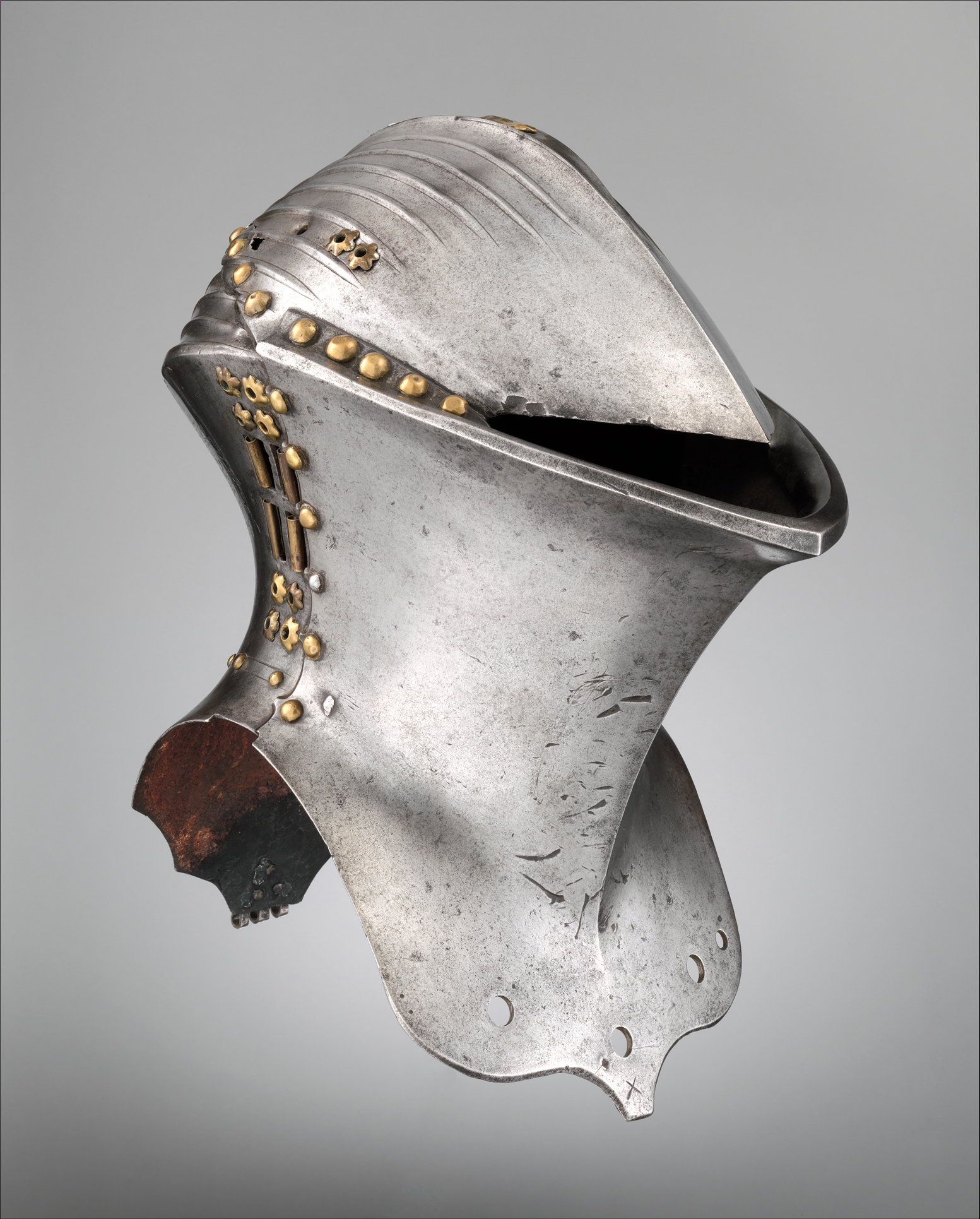
Hełm turniejowy typu żabi pysk

Hełm turniejowy (niem. Stechhelm) – typ zamkniętego hełmu rycerskiego, używanego wyłącznie w turniejach (wraz ze zbroją turniejową).
Pojawił się na przełomie XIV i XV w. na zachodzie Europy. Charakteryzował się wyjątkową zamkniętą konstrukcją, mającą minimalizować możliwość odniesienia poważnych obrażeń w starciach turniejowych, ale uniemożliwiający stosowanie go na normalnym polu bitwy, głównie ze względu na ograniczone pole widzenia. Charakterystyczna jest również wyraźna pionowa grań z przodu, umożliwiająca ześlizgiwanie się kopii przeciwnika. Najpopularniejsze hełmy turniejowe to tzw. żabie pyski. W heraldyce stosowany najczęściej w herbach mieszczańskich (zob. hełm heraldyczny).

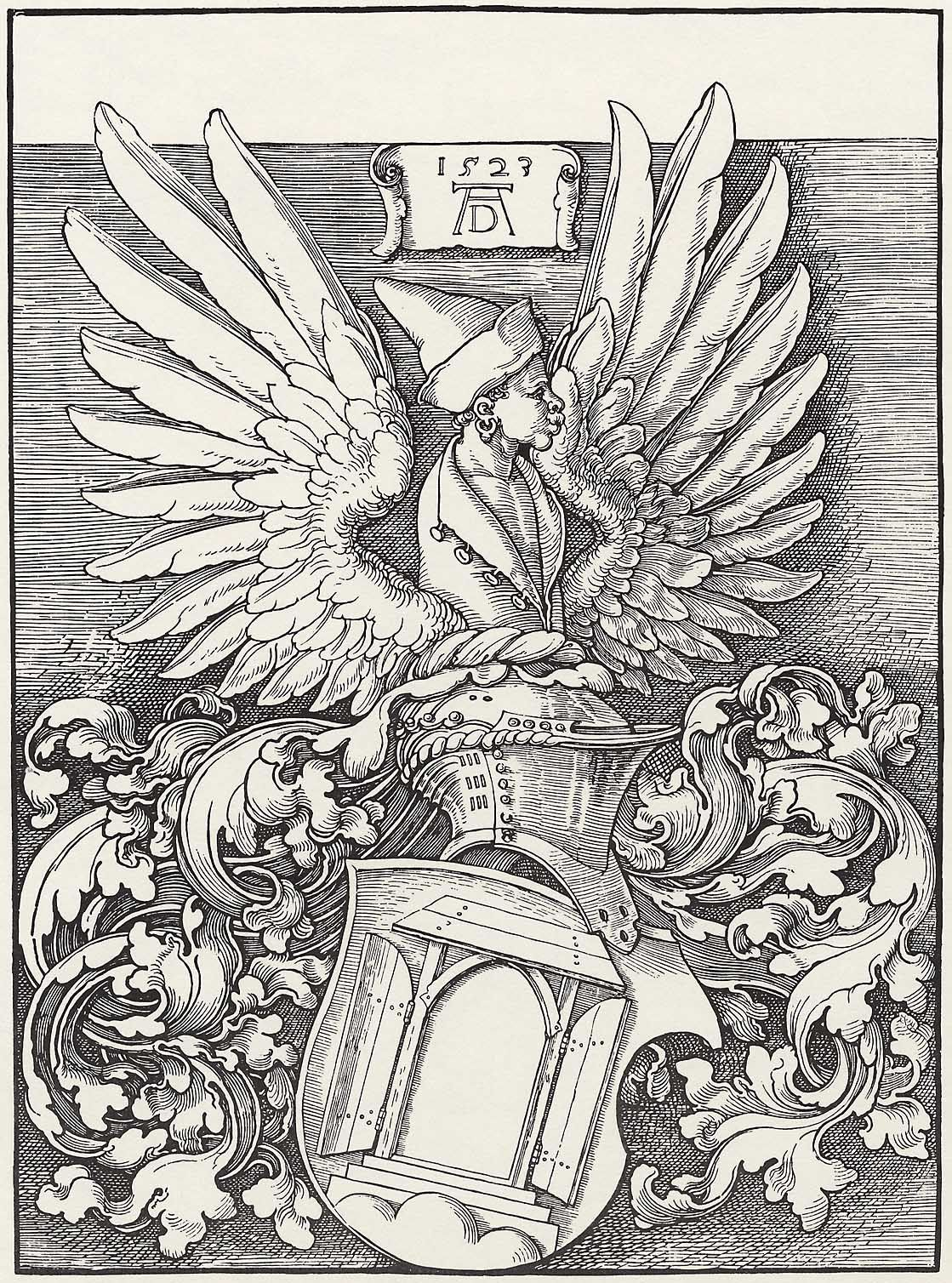
Hełm turniejowy w herbie Albrechta Dürera
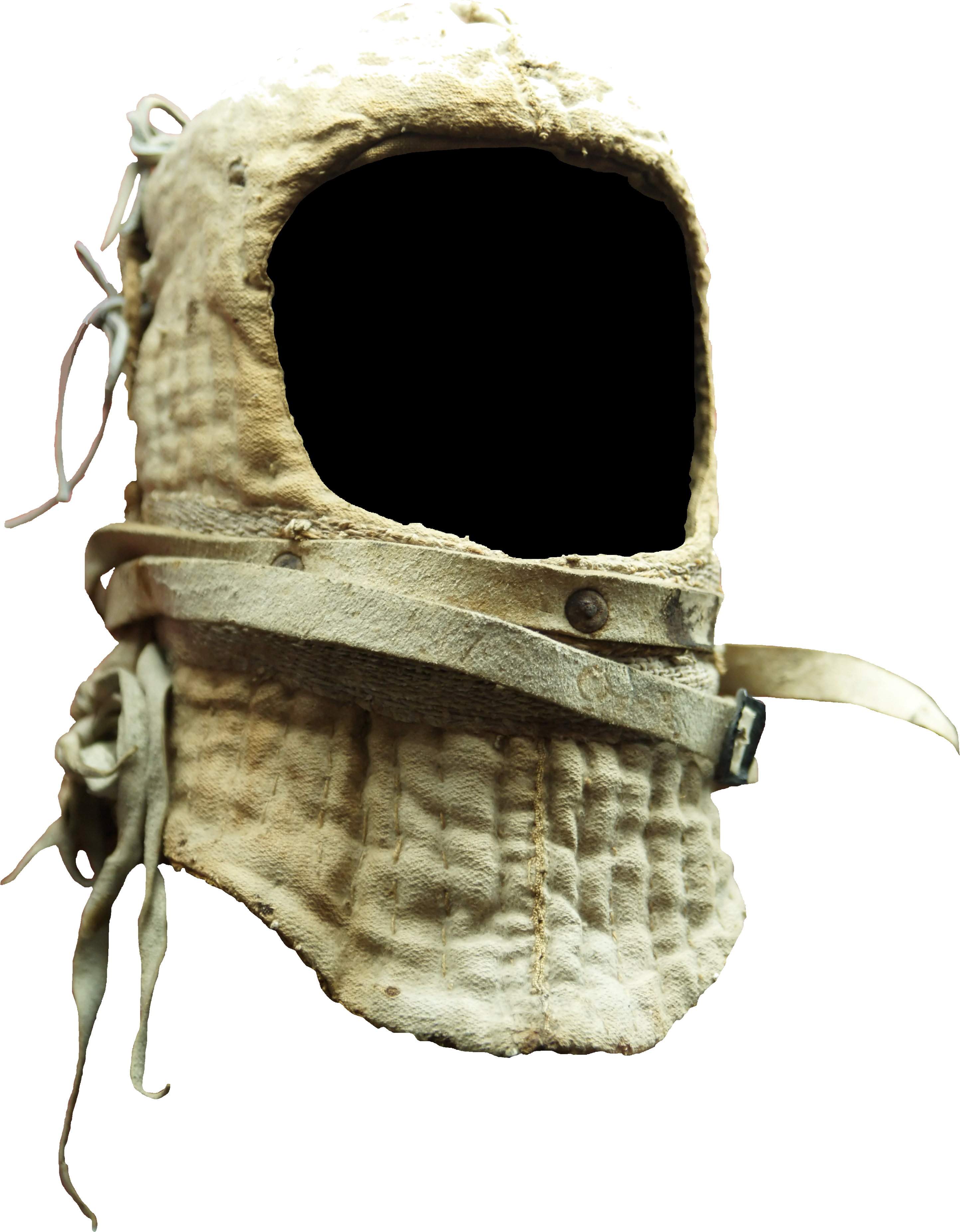
Wewnętrzne wyściełanie hełmu turniejowego